# كوري إلكنز
كوري إلكنز (بالإنجليزية: Corey Elkins)‏ هو لاعب هوكي جليد أمريكي، ولد في 23 فبراير 1985 في بلدة ويست بلومفيلد في الولايات المتحدة.

## وصلات خارجية
- كوري إلكنز على موقع دوري الهوكي الوطني (الإنجليزية)
- كوري إلكنز على موقع قاعة مشاهير الهوكي (لاعب أن.إتش.أل) (الإنجليزية)
- كوري إلكنز على موقع EliteProspects.com (الإنجليزية)
- كوري إلكنز على موقع Eurohockey.com (الإنجليزية)
- كوري إلكنز على موقع HockeyDB.com (الإنجليزية)
- كوري إلكنز على موقع Hockey-Reference.com (الإنجليزية)